# NGC 5220
NGC 5220 é uma galáxia espiral (Sa) localizada na direcção da constelação de Centaurus. Possui uma declinação de -33° 27' 16" e uma ascensão recta de 13 horas, 35 minutos e 56,7 segundos.
A galáxia NGC 5220 foi descoberta em 3 de Junho de 1836 por John Herschel.